# Nuklearna reakcija
Nuklearna reakcija je proces kod kojeg dolazi do vanjskog utjecaja na atomsku jezgru, koji izaziva njezinu pretvorbu. To može biti međudjelovanje dva nuklida, nuklida i nukleona ili nuklida i gama-zraka. U nuklearnim reakcijama može nastati nekoliko novih materijalnih čestica ili gama-zraka. Uz iste početne uvjete, nuklearna reakcija se može odvijati na više dopuštenih načina. Proces se odvija prema zakonima kvantne fizike, a u nekim slučajevima vrijede i zakoni klasične fizike, uz uvjete određene zakonima očuvanja energije, električnog naboja, količine gibanja (zaleta) i kutne količine gibanja (zamaha), kao i nekih drugih dodatnih kvantnih brojeva.
Da bi se dogodila nuklearna reakcija, nukleoni upadne čestice, moraju međudjelovati s neutronima u jezgri mete. Energija upadne čestice mora biti dovoljno velika kako bi se svladalo elektromagnetsko odbijanje protona. Takva se “barijera” naziva Coulombovom barijerom. Ako je energija premala, tada će se nukleoni samo međusobno otkloniti od upadnih putanja. U prvim se eksperimentima Ernesta Rutherforda upravo događalo samo skretanje alfa-čestica.

## Prikaz nuklearne reakcije
Ako se, radi primjera, uzme da nuklidi A i B ulaze u nuklearnu reakciju iz koje proizlaze nuklidi C i D i u kojoj je izmijenjena energija s okolinom Q (koja može biti pozitivna ili negativna), jednadžba se te nuklearne reakcije može napisati kao:
A+B→C+D+Q
Kod pisanja jednadžbe za bilo koju nuklearnu reakciju treba poštovati pravilo da broj nukleona A, zbroj elementarnih naboja Z, ukupna energija (uključivši i ekvivalentnu energiju masa u mirovanju) i moment gibanja čestica koje ulaze u nuklearnu reakciju moraju biti sačuvani. Kao primjer može se uzeti nuklearna reakcija u kojoj deuterij bombardira litij-6, a nastaju dvije alfa-čestice:
63Li + 21H → 2 x 42He + Q
Iz primjera nuklearne reakcije očigledno je očuvanje broja nukleona i količine naboja (zbroj atomskih masa i jediničnih naboja ostaje nepromijenjen u nuklearnoj reakciji). Izmijenjena energija s okolinom Q se određuje na osnovi gubitka ili defekta masa koji nastaje u nuklearnoj reakciji, odnosno iz razlika energije veze nuklida prije i poslije nuklearne reakcije. Proračun defekta masa je potrebno zasnivati na masama neutralnih atoma, tj. na masama nuklida zajedno s elektronskim plaštom. Nuklearne reakcije kod kojih je Q pozitivan (iz nuklearne reakcije se može dobiti energija) se zovu egzotermne nuklearne reakcije. Obratno, nuklearna reakcija je endotermna ako troši energiju.

### Očuvanje energije
Litij-6 ima relativnu atomsku masu 6,015 atomskih jedinica mase (znak u), a deuterij ima 2,014 u, dok atomska jezgra helija-4 ima 4,0026 u. Tako dobivamo:
- Ukupnu atomsku masu na lijevoj strani = 6,015 + 2,014 = 8,029 u
- Ukupnu atomsku masu na desnoj strani = 2 × 4,0026 = 8,0052 u
- Gubitak mase ili defekt mase = 8,029 – 8,0052 = 0,0238 atomskih jedinica mase.

### Ekvivalentnost mase i energije
U nuklearnoj reakciji vrijedi zakon očuvanja energije. Gubitak mase ili defekt mase se zato pretvara u kinetičku energiju, koja se oslobađa u toj reakciji, a nastaje zbog nuklearne energije vezanja. Korištenjem Einsteinove ekvivalentnosti mase i energije  i formule E = mc2, moze se odrediti količina energije koja je oslobođena. Prvo, treba odrediti ekvivalentn mase i energije za jednu  atomsku jedinicu mase:
1 u c² = (1,66054 × 10−27 kg) × (2,99792 × 108 m/s)² 
= 1,49242 × 10−10 kg (m/s)² = 1,49242 × 10−10 J (Džul)
× (1 MeV / 1,60218 × 10−13 J)
= 931,49 MeV,
I dobivamo 1 u c² = 931,49 MeV.
Tako je energija oslobođena iz gornje nuklearne reakcije 0,0238 × 931 MeV = 22,4 MeV. Nuklearna reakcija se tako može opisati detaljnije slijećim izrazom:
63Li + 21H → 2 x 42He + 22,4 MeV

### Jednostavno označavanje nuklearnih reakcija
Većina je nuklearnih reakcija izazvana bombardiranjem atomskih jezgri elementarnim česticama (neutroni, protoni,gama-kvanti) ili drugim lakim jezgrama (na primjer, 2H ili 4He, za koje su uobičajene oznake D odnosno deuterij i alfa-čestica. Iz nuklearnih reakcija većinom proizlaze promijenjena atomska jezgra, te iste ili druge elementarne čestice. 
U literaturi je udomaćen skraćeni oblik obilježavanja nuklearnih reakcija:
A(a,b)B
gdje je: A - jezgra prije nuklearne reakcije, a - čestica koja je izazvala nuklearnu reakciju, B - jezgra koja je nastala u nuklearnoj reakciji, b - elementarna čestica koja nastala u nuklearnoj reakciji.
Kod analize pojedinih nuklearnih reakcija, posebno kod razmatranja bilanca momenata gibanja elementarnih čestica i nuklida u nuklearnoj reakciji, pribjegava se u cilju jednostavnijeg objašnjenja fizičkih pojava, pojmu tzv. složene jezgre. Pri tome se nuklearna reakcija razmatra u dvije faze: u prvoj se fazi formira složena jezgra iz početnog jezgra i upadne čestice, a u drugoj fazi dolazi do raspada složene jezgre na rezultirajuću jezgru i izlaznu česticu.

## Nuklearne reakcije s neutronima
U nuklearnoj energetici su posebno značajne nuklearne reakcije koje izazivaju neutroni. Među ovima se po važnosti za nuklearnu energetiku ističu sljedeće:

### Elastični sudar
Kod elastičnog sudara jezgre i neutrona dolazi do preraspodjele količina gibanja i kinetičkih energija čestica. Analiza se ove pojave vrši slično kao analiza sudara elastičnih kuglica u klasičnoj mehanici. Nuklearna se reakcija elastičnog sudara može označiti kao (n,n) reakcija, jer je neutron i ulazna i izlazna čestica iz jezgre.

### Neelastični sudar
Ako neutron pri sudaru s atomskom jezgrom dio svoje kinetičke energije pretvara u energiju pobude jezgre, tada se nakon sudara iz jezgre ne emitira samo neutron, nego i gama-zraka čija energija odgovara dijelu energije neutrona utrošene na pobudu. Kod takve je nuklearne reakcije energija izlaznog neutrona dakle manja nego što bi bila da je sudar bio elastičan. Nuklearna reakcija neelastičnog sudara, označavana kao (n,nγ) reakcija, je česta kod interakcije neutrona s teškim jezgrama.

### Uhvat neutrona
U mnogim nuklearnim reakcijama jezgra zarobljava neutron. Neutron tada unosi u jezgru svoju energiju veze i svoju kinetičku energiju. Ta energija pobuđuje jezgru i biva emitirana iz nje u vidu fotona, odnosno gama-kvanta. Zbog toga se nuklearna reakcija zarobljavanja neutrona karakterizira kao (n,γ) reakcija.

### Nuklearna fisija
Nuklearna fisija nastaje kada se jezgra, pobuđena uhvatom neutrona, raspada na dva fisijska fragmenta. Fisija je od temeljne važnosti za nuklearnu energetiku jer omogućuje praktično korištenje nuklearne energije.

## Nuklearni udarni presjek
Jedna od najvažnijih veličina kod nuklearnih reakcija je nuklearni udarni presjek, σ. Udarni presjek je mjera vjerojatnosti da se dogodi pojedina reakcija. Udarne presjeke moguće je odrediti koristeći fizikalne modele atomske jezgre primijenjujući pravila kvantne mehanike. Uspoređujući izmjerene i izračunate vrijednosti udarnog presjeka različitih reakcija provijeravaju se valjanosti početnih pretpostavki nekog nuklearnog modela.

## Kozmičke zrake
Kozmičke zrake stvaraju prirodne nuklearne reakcije. Nakon što uđu u Zemljinu atmosferu, kozmičke zrake se sudaraju s molekulama, uglavnom dušikom i kisikom, stvarajući slapove manjih čestica, koje zovemo još pljusak elementarnih čestica. Broj sekundarnih čestica koje nastaju nakon sudara jedne primarne čestice, može biti i na milijarde. Uglavnom nastaju pioni (pi-mezone) i K-mezoni, nestabilni mezoni koji brzo prelaze u mione.
Kozmičke zrake stalno stvaraju i nestabilne izotope u Zemljinoj atmosferi, kao što je ugljik-14:
{\displaystyle p+\mathrm {N} ^{14}\rightarrow n+\mathrm {C} ^{14}}
Kozmičke zrake drže količinu ugljika-14 u atmosferi uglavnom stalnim (70 tona) u zadnjih 100 000, sve do 1950-ih, kada se započelo s testiranjem nuklearnog oružja. Ta se činjenica koristi u arheologiji, za datiranje ugljikom-14 ili utvrđivanje starosti nekog nalaza.

## Povijest
Godine 1919. Ernest Rutherford je, bombardirajući dušik alfa-česticama izveo prvu pretvorbu (transmutaciju) jednog elementa u drugi. Rutherford je prilikom istraživanja raspršenja alfa-čestica kroz zrak, otkrio da prilikom bombardiranja atoma dušika s alfa-česticama nastaju nove jezgre atoma kisika i vodika. Pri procesu je nastao kisik, tako je izvršena prva nuklearna reakcija: dušik-14 + α (alfa-čestica) → kisik-17 + p (proton).
1932. Rutherfordove kolege John Cockcroft i Ernest Walton su bombardirali atom litija-7 s protonima, koji se raspao na dvije alfa-čestice. Taj pokus je nazvan cijepanje atoma.